# 喧嘩博徒 地獄の花道
『喧嘩博徒 地獄の花道』（けんかばくと じごくのはなみち）は、1969年12月17日に公開された日本の映画である。監督は松尾昭典。主演は小林旭。日活制作。

## 概要
主人公のスリ上がりの渡世人が仇を殺して東京に流れ、阿漕な手を使いまくる一家に立ち向かう任侠活劇。

## キャスト
- 天満の虎：小林旭
- 宮島雪絵：和泉雅子
- 山高帽の辰：長門勇
- 常吉：藤竜也
- お役者隆次：岡崎二朗
- 芝徳：沢村宗之助
- 仙太：谷村昌彦
- 人斬り浅次郎 ： 深江章喜
- 宮島大五郎 ： 見明凡太郎
- 三吉： 武藤章生
- 鉄公 ： 榎木兵衛
- 大淀善八 ： 河野弘
- 半次 ： 柳瀬志郎
- 観音寺 ： 野口元夫
- 辺見 ： 久遠利三
- 金岡 ： 神山勝
- 演説会演者 ： 八代康二
- 刑事 ： 長弘
- 壺振り ： 柴田新三
- 横山 ： 衣笠真寿雄
- 歌手 ： 瞳かおる
- あや ： 鈴村益代
- ： 高山千草
- ： 清水千代子
- 芸者 ： 西城琴絵
- 松森： 高橋明
- 田島組組長： 久松洪介
- 芝居小屋の主人： 伊豆見英輔
- 露天商：光でんすけ
- 大淀一家子分 ： 中平哲仟
- 宮島組子分： 近江大介
- 露天：水木京一
- 宮島組子分： 園田健夫
- 芝徳の子分： 有村道宏、熱海弘到
- 大淀一家子分： 小島克己
- 芝徳の子分 ：前田武彦
- 大崎組組長： 市原久
- 芝徳の子分：賀川修嗣
- ：佐藤了一
- ： 永尾英彦
- 芝徳の子分：青木敏夫、永尾英彦
- ： 木村勝幸
- ： 鈴木義郎
- ：高須徹
- 所作指導： 笛田直一
- 刺青：河野光揚
- 技斗：渡井嘉久雄
- お駒：野川由美子
- 矢吹： 高橋英樹

## スタッフ
- 監督 ： 松尾昭典
- 脚本： 小川英、鴨井達比古
- 企画 ： 園田実彦
- 音楽： 鏑木創

## 同時上映
『朱鞘仁義 お命頂戴』
- 原作：藤田五郎 / 脚本：青山剛（長田紀生） / 監督：斎藤武市 / 主演：扇ひろ子